# Philip 2. af Hessen-Rheinfels
Philip 2. (tysk: Philipp II.), også kaldet Philip den Yngre (tysk: Philipp der Jüngere), (født 22. april 1541, død 20. november 1583) var en tysk territorialfyrste, der grundlagde og var den første landgreve af Hessen-Rheinfels fra 1567 til sin død i 1583. 

## Biografi
Philip blev født den 22. april 1541 i Marburg i Landgrevskabet Hessen som søn af Landgreve Philip den Ædelmodige af Hessen i hans ægteskab med Christine af Sachsen. 
Ved faderens død i 1567 blev Hessen delt mellem hans sønner, og Philip modtog delen, der blandt andet omfattede Burg Rheinfels og byen Sankt Goar på Rhinens venstre bred, og grundlagde linjen Hessen-Rheinfels.
Ludvig døde den 20. november 1583 på Burg Rheinfels. Da han ikke efterlod sig arvinger, blev hans besiddelser arvet af hans storebror, landgreve Vilhelm 4. af Hessen-Kassel.